# 限定免許 (運転免許)

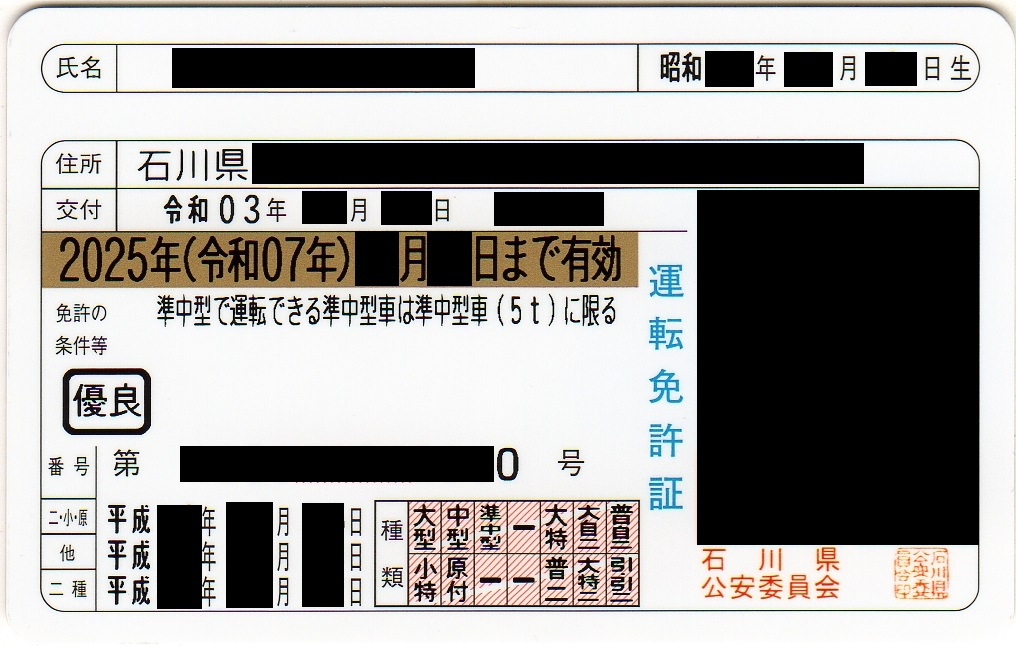
「準中型で運転できる準中型車は準中型車(5t)に限る」の限定条件が付された運転免許（但しこの免許では大型車・中型車の旅客車を除く全車種の運転が可能である）

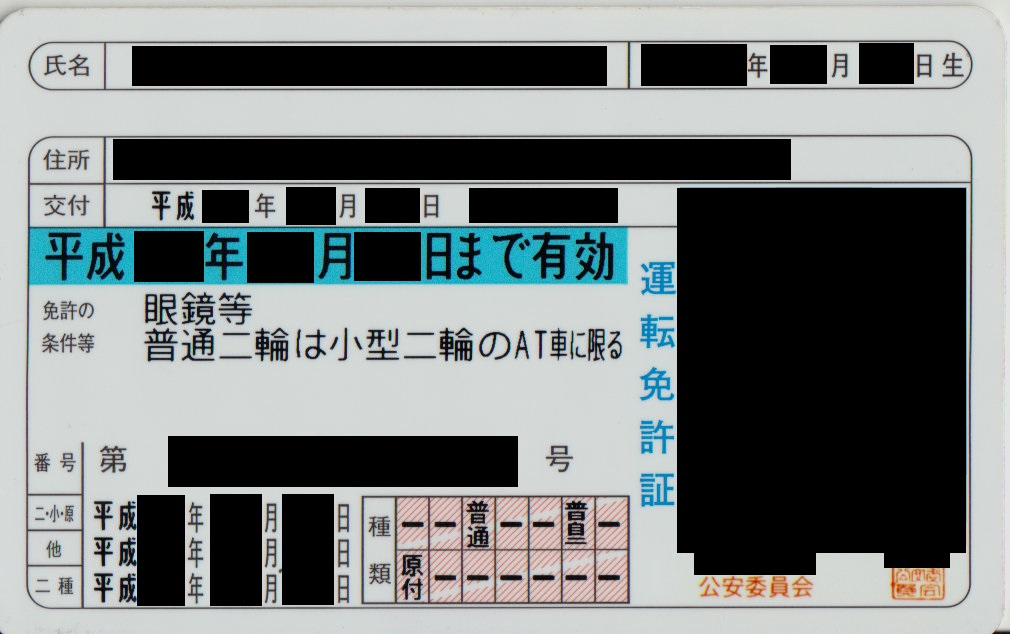
「眼鏡等」及び「普通二輪は小型二輪のAT車に限る」の限定条件が付された運転免許

限定免許（げんていめんきょ）とは、日本の自動車運転免許において、道路交通法第91条の規定により、自動車の運転に関する限定条件が付された運転免許証の通称である。

## 概要
自動車の特性等を考慮し、一定程度の需要があるとされる限定条件については、道路交通法の下位法規である道路交通法施行規則において、「AT車限定」「小型二輪限定」などの既定枠（コース）が定められており、運転免許試験場や指定自動車教習所で、当初からその限定条件を念頭に置いた免許取得をすることが可能となっている。
一方、車両側の特性でなく運転者側の事情（視力・聴力・四肢等の身体障害など）を考慮した限定条件もあるが、こちらは個々人により状況が異なるため、同施行規則で包括的な区分や名称を定めず、運転免許証を交付する都度、その状況に応じて個別に条件を付すこととなっている。ただし、複数の身体障害等による複雑な限定条件でないもの（視力低下による「眼鏡等」など）は、施行規則よりさらに下位の内部通達等で、限定条件の記載例が定められている場合がある。
運転免許証の「免許の条件等」欄には「〜車は○○に限る」などのように記載される。○○の部分は、運転可能な車両の様態が記される。なお、2021年現在の同欄は4項目分記載可能であり、5項目以上の記載が必要な場合は「他の条件は備考欄に記載」と4行目に記載される。

## 限定免許一覧

### 道路交通法施行規則に明示されている限定条件
以下では道路交通法施行規則に明記されている免許の限定条件と、その条件が付与される免許を記す。一種・二種の明記がないものは全て一種免許とする。
AT車限定（制度発足当時の表記は「AT車」でなく「オートマチック車」）
付与される免許…中型車（8t）限定中型免許（一種・二種）、準中型車（5t）限定準中型免許、普通免許（一種・二種）、準中型車（5t）限定中型二種免許、大型二輪免許、普通二輪免許、小型二輪限定普通二輪免許
中型自動車（8t）・準中型自動車（5t）・普通自動車・大型自動二輪車・普通自動二輪車・小型自動二輪車のうち、オートマチック (AT) 車に限り運転可能。
免許の条件等の欄は「○○車はAT車に限る」、第二種のみAT限定の場合は「○○車の旅客車はAT車に限る」（○○は普通・準中型(5t)・中型(8t)が入る）の記載がされる。
準中型車 (5t) 限定
付与される免許…準中型免許、中型二種免許
2017年（平成29年）3月12日、準中型自動車免許新設に伴い、それまでの普通自動車免許（第一種）が限定付き準中型自動車免許へ、普通自動車第二種免許が5t限定中型自動車第二種免許へ移行。車両総重量5t未満、最大積載量3t未満、乗車定員10人以下に限り運転可能（改正前の普通免許で運転できた範囲と同じ）。免許の条件等の欄は「準中型で運転できる準中型車は準中型車(5t)に限る」と記載され、さらにAT車限定が付される者には続けて「準中型車 (5t) と普通車はAT車に限る」と記載される。
準中型免許には第二種免許が存在せず、準中型車を旅客車として運転する場合には第二種中型免許が必要である。
代行運転は普通車しか認められておらず、10人乗り乗用車で準中型車に該当するものはほぼないが、既得権保護のため(大特→普通二種で2tトラックの運転をしているケースも考えられる)、中型免許新設～準中型免許新設までの間に取得した普通二種免許は中型二種の準中型車(5t)限定免許に移行した。ただし、この免許では中型車は一切運転できない。限定条件は「中二で運転できる中型車はなく準中型車は準中型車(5t)に限る」となる。AT限定の場合はそれに加え、「準中型車(5t)と普通車の旅客車はATに限る」と記載される。
旧普通免許の一種AT限定の混在所持で準中型（5t）に移行した時の条件表示が分かりづらいので以下にまとめる。
凡例：準中＝準中型免許、中二＝中型二種免許、5t=準中型車（5t）限定、AT＝AT車限定
- 準中5t→「準中型で運転できる準中型車は準中型車(5t)に限る」
- 準中5tAT→「準中型で運転できる準中型車は準中型車(5t)に限る」＋「準中型車 (5t) と普通車はAT車に限る」
- 準中5t＋中二5t→「準中型及び中二で運転できる中型車はなく、準中型車は準中型車(5t)に限る」
- 準中5t＋中二5tAT→「準中型及び中二で運転できる中型車はなく、準中型車は準中型車(5t)に限る」＋「準中型車(5t)と普通車の旅客車はAT車に限る」
- 準中5tAT＋中二5tAT→「準中型及び中二で運転できる中型車はなく、準中型車は準中型車(5t)に限る」＋「準中型車(5t)と普通車はAT車に限る」

以上の「準中型で運転できる準中型車は準中型車(5t)に限る」の条件を消すには限定解除審査を受けるか上位免許を取得する。上位免許を取得した場合、限定を残す事はできない。法改正前に上位免許を取得していた場合、限定解除はできない。
以下は中二5tを所持し、かつ準中に係る限定解除又は限定のない上位免許を取得した場合の条件表示
- 準中以上＋中二5t→「中二で運転できる中型車はなく、準中型車は準中型車(5t)に限る」
- 準中以上＋中二5tAT→ 「中二で運転できる中型車はなく、準中型車は準中型車(5t)に限る」+「準中型車(5t)と普通車の旅客車はAT車に限る」

中型車 (8t) 限定
付与される免許…中型免許（一種・二種）
2007年（平成19年）6月2日、中型自動車免許新設に伴い、それまでの普通自動車免許（第一種・第二種）が限定付き中型自動車免許に移行。車両総重量8t未満、最大積載量5t未満、乗車定員10人以下に限り運転可能（改正前の普通自動車免許で運転できた範囲と同じ）。免許の条件等の欄は「中型車は中型車 (8t) に限る」と記載され、さらにAT車限定が付される者には続けて「中型車 (8t) と準中型車と普通車はAT車に限る」と記載される。
旧普通免許の一種二種AT限定の混在所持で中型（8t）に移行した時の条件表示が分かりづらいので以下にまとめる。
凡例：中一＝中型免許（一種）、中二＝中型二種免許、8t=中型車（8t）限定、 5t=準中型車（5t）限定、AT＝AT車限定
- 中一8t/中一8t＋中二8t→「中型車は中型車 (8t) に限る」
- 中一8tAT/中一8tAT＋中二8tAT →「中型車は中型車 (8t) に限る」＋「中型車 (8t) 、準中型車と普通車はAT車に限る」
- 中一8t＋中二8tAT→「中型車は中型車 (8t) に限る」＋「中型車(8t)、準中型車と普通車の旅客車はAT車に限る」
- 中一8t＋中二5t→「中型車は中型車(8t)に限る」+ 「中二で運転できる中型車はなく、準中型車は準中型車(5t)に限る」
- 中一8t＋中二5tAT→「中型車は中型車(8t)に限る」+ 「中二で運転できる中型車はなく、準中型車は準中型車(5t)に限る」+「準中型車(5t)と普通車の旅客車はAT車に限る」
- 中一8tAT＋中二5tAT→「中型車は中型車(8t)に限る」+ 「中二で運転できる中型車はなく、準中型車は準中型車(5t)に限る」+「中型車(8t)、準中型車と普通車はAT車に限る」

以上の「中型車は中型車 (8t) に限る」の条件を消すには限定解除審査を受けるか上位免許を取得する。上位免許を取得した場合、限定を残す事はできない。法改正前に上位免許を取得していた場合、限定解除はできない。
以下は、中二8tを所持し、かつ中一に係る限定解除又は上位免許を取得した場合の条件表示
- 中一以上＋中二8t→「旅客車は中型車(8t)と準中型車と普通車に限る」
- 中一以上＋中二8tAT→ 「旅客車は中型車(8t)と準中型車と普通車に限る」＋「中型車(8t)と準中型車と普通車の旅客車はAT車に限る」

中型二種8tの限定解除又は大型二種を取得すると8tとATに関する全ての条件は解除される。なお、中型(8t)の一種も二種も限定解除の教習時間は5時間と同じなので、両方所持している人の一種のみの限定解除はあまり現実的ではない。また 「中型車(8t)と普通車の旅客車はAT車に限る」の表記を間違えて解釈する人が多いので注意が必要である。これは「中型車(8t)はすべてATで、普通車の旅客車もAT」という意味ではなく、「中型車(8t)および普通車を、旅客車として運転する場合（二種免許が必要な場合）のみAT」という意味であり、一種免許でよい場合に関してはマニュアル車を運転できる。
自衛隊車両限定
付与される免許…大型免許
大型自動車のうち、自衛隊で運用される車両（最大は73式大型トラックまたは3 1/2tトラック）のみ運転可能。2007年6月の中型自動車免許新設前は自衛隊自動車訓練所で限定なしの大型自動車免許を取得できたが、新設以降は「大型車は自衛隊車両に限る」の条件が付与されるようになった（教習用自動車の規格も限定なしの大型自動車免許より小さく設定されている）。自衛官だった人だけに付される非常に珍しい条件。
カタピラ限定
付与される免許…大型特殊免許（一種・二種）
大型特殊自動車のうち、カタピラ車（戦車、車両系建設機械等の履帯（クローラ）を有する車両）に限り運転可能。更に、自走させるだけで、これを使っての作業は出来ない（作業をするには更に労働安全衛生法で定める車両系建設機械運転者の資格が別に必要）。
農耕車限定
付与される免許…大型特殊免許、牽引免許
大型特殊免許の場合は、大型特殊自動車のうち、農耕車（農耕作業用自動車、トラクター等）に限り運転可能。
牽引免許の場合は、牽引自動車のうち、農耕車に限り牽引可能。
小型自動二輪車限定
付与される免許…普通二輪免許
普通自動二輪車のうち、排気量125cc以下の二輪車（オートバイ） に限り運転可能。サイドカー（側車）付きでも構わない。
- 自動二輪車免許が1つだった時は、中型車 (400cc) 限定と小型車 (125cc) 限定があったが、1996年（平成8年）9月1日に、限定なしが大型自動二輪車免許に、中型車限定が普通自動二輪車（限定なし）に、小型車限定が普通自動二輪車小型限定に移行している。

牽引小型トレーラー限定
付与される免許…牽引免許
被重牽引車のうち、750kg超 - 2t以下のトレーラー車（ライトトレーラー）を牽引可能。

### 制度改正時に時限的に交付された限定免許
大型自動車（第一種・第二種）マイクロバス限定免許
大型自動車のうち、マイクロバスに限り運転出来る免許。1970年（昭和45年）8月20日、マイクロバスが普通自動車から大型自動車に移行した際、一定の要件を満たす者に対し経過措置による試験が運転免許試験場において6か月間だけ行われた。
中型自動車運転免許の改正が行なわれた事により、「大型自動車はマイクロバスに限る」の条件を付与されていた人は旧法時代に運転できなかった特定中型貨物自動車の運転が出来る事となった。
普通自動車（第一種）ミニカー限定免許
普通自動車のうち、ミニカーに限り運転出来る免許。1985年（昭和60年）2月15日、ミニカーが原動機付自転車から普通自動車に移行した際、一定の要件を満たす者に対し経過措置による試験が運転免許試験場において6か月間だけ行われた。
中型自動車中型車 (8t) 限定免許
前述のとおり。
普通自動二輪車／大型自動二輪車特定二輪車限定免許
普通自動二輪車あるいは大型自動二輪車のうち、特定二輪車（2輪部分の輪距が狭いなどの条件が該当する三輪自動車）に限り運転できる免許。2009年（平成21年）9月1日、特定二輪車が普通自動車から普通自動二輪車（400cc以下）・大型自動二輪車（400cc超）に移行した際、一定の条件を満たす者に対し経過措置による特例試験が運転免許試験場において1年間行われた。なお、この免許はAT車限定免許でもある。
準中型自動車準中型車 (5t) 限定免許
前述のとおり。
大型自動二輪車電動大型二輪車限定免許
大型自動二輪車のうち電動二輪車に限り運転できる免許。2019年（令和元年）12月1日からの免許区分改正により､モーター定格出力20kW超の電動二輪車には大型自動二輪車免許が必要となったため、改正日より1年間の特例試験が行われた。

### 個人の状況に応じて個別に指定される限定条件
眼鏡等
受けようとする免許に必要な視力の基準に裸眼視力が達しない場合で、矯正視力が基準に達した場合に与えられる条件を指す。なお、訓練又は視力矯正手術により視力矯正器具が不要となった場合は、運転免許センター又は警察署で運転免許証の条件解除を申請するか免許更新の際に裸眼で適性検査を受検する必要がある。
「眼鏡等」の場合は全ての車種で視力矯正が必要となる。
「眼鏡等（小特車及び原付車を除く）」の場合は小型特殊自動車及び原動機付自転車は裸眼で運転可能であるが、その他の車種では視力矯正が必要となる。
「眼鏡等（大型車、中型車、準中型車、けん引車、旅客車）」の場合は第二種免許、大型自動車、中型自動車、準中型自動車及びけん引自動車を運転する時は視力矯正が必要であるが、その他の車種では裸眼で運転可能である。
運転補助装置取付車限定免許
2輪車を除く全ての車種で、上肢・下肢に障害を持つ者が免許を受けようとする場合に運転補助装置を装着した車両（福祉改造車両）にそれぞれ運転を限定する免許。原則として手動変速機構（クラッチ）がなく自動変速 (AT) 車限定と併せての条件記載となる。
免許証の書き方によっては、下位免許（原付・小型特殊）が運転できないことがある（「○○車はAT車で、○○に限る。」の場合は下位の車種の運転はできることとなるが、「AT車の○○（車種）車で、○○に限る。」の場合は表記された車種（車両）の条件を満たすもののみが運転できることとなる）。
左足に障害を持つ場合で、右足で任意の動作、安全な運転が可能な場合、「AT車に限る」のみが記載されることがある。この場合、原付、小型特殊含めてAT車のみの運転となる。
右脚に障害を持つ者で左脚で任意の動作及び安全な運転が可能である場合は「〇〇車は左アクセルに限る」及び「AT車に限る」と記載される。
運転することができる自動車の範囲をサポートカーに限定する条件を付与する「サポートカー限定免許」を免許所持者が申請することにより取得できるようになった。この限定条件を付与できる免許は普通免許に限られ、普通免許より上位の第一種免許（中型車(8t)限定、準中型車(5t)限定を含む）や、第二種免許を持っている場合は、それらを取り消し、普通免許を取得した上で限定を付与することができる。
原動機付自転車の限定免許
上肢・下肢に障害を持つ者であっても障害の程度によっては原動機付自転車を安全に運転できることがあるので、安全に運転できる場合には条件を付して免許を与えることができる。この様な場合「原付車は3、4輪に限る」や「原付車はAT車に限る」等の条件を付すことがある。

## 限定免許の取得方法
- AT車限定および普通自動二輪車小型限定は、試験場やほとんどの教習所で取得可能。
- 準中型車 (5t) 限定免許・中型車 (8t) 限定免許・中型二種(5t)限定免許は制度改正に伴う経過措置であり、新規の取得はできない。
  - 但し、準中型車 (5t) あるいは中型車 (8t) AT車限定免許のAT車限定のみを解除してそれぞれ準中型車 (5t) ・中型車 (8t) 限定免許にすることは可能である（この場合普通自動車のAT解除と同一の審査内容となる）。
- 大型特殊自動車カタピラ車・農耕車限定は試験場や一部の教習所で取得可能。
  - カタピラ車限定は陸上自衛隊内の自衛隊自動車訓練所で教習を受ける事が可能。[注 9]
  - 農耕車限定は農業大学校等で講習を受けた後、運転免許試験場で実技試験を受ける必要がある。(試験場に試験用車両が無い場合は持ち込み受検になる)[注 10]
- 牽引小型トレーラー限定については、受験者が試験場へ車両を持ち込む形で行われるため、試験規格に準じた車両を用意し、試験場まで回送しなければいけない（牽引した状態で既に免許を有する者が自走で持ち込む以外には、自走するのはヘッド車のみとした上で、別途トレーラーの回送を車載車等を保有している陸送業者に依頼する方法もある）。これが出来ない場合は受験も出来ない（受験は事実上困難）。

## 審査未済
審査未済（しんさみさい）とは法令改正に伴う免許区分の統廃合等により、運転可能な車両に一定の制約が科されることとなった者の「免許の条件等」欄に記載される条件をいう。前節の限定条件が解除審査時の手数料が有料となるのに対し、審査未済は公安委員会の試験場で審査を受ける場合は手数料のみ無料（車両使用料及び教習所で受ける場合は有料）になるという違いがある。「免許の条件等」欄には「審査○○未済」と記載される。○○には「小四車/普1/普1、2/普2/軽車」が示される。裏面備考欄に「〜車は○○に限る」と記載される場合もある。
この審査未済については「表示が簡略過ぎて制限される内容が分かりにくい」などの批判があり警察庁でも表示の改善を図るなどしてきたが、2007年（平成19年）6月2日施行の道路交通法（道路交通法施行令などの下位命令を含む）改正において全て限定条件方式へ移行することが規定され制度としては消滅した。免許証更新が未到来で表示上は審査未済となっていても、同改正施行以降は法的には限定条件に書き換わったものとして取り扱われる。
小四車
排気量2000cc以下・最大積載量2t以下の普通自動車に限り運転可能。小型自動四輪車免許の名残。
普1
排気量360cc以下の普通自動車、三輪の普通自動車に限り運転可能。
普1、2
排気量360cc以下の普通自動車、三輪の普通自動車（旅客車（タクシー等）含む）に限り運転可能。
普2
旅客車は三輪に限り運転可能。自動三輪車第二種免許の名残。
軽車
排気量360cc以下の普通自動車に限り運転可能。軽自動車免許の名残。
自二
第二種原動機付自転車免許の名残で、排気量125cc以下の自動二輪車に限り運転可能。この条件は、1996年9月1日に自動二輪免許が大型二輪免許・普通二輪免許に分割された際に、未済条件から小型限定普通自動二輪車免許に移行した。

## 限定条件等の解除手続
これらの限定条件・審査未済を解除するには、限定解除審査を受けなければならない。原則として限定条件の解除審査は運転免許試験場・指定自動車教習所のいずれで受ける場合も有料となるが、審査未済の解除は運転免許試験場で受ける場合に限り試験手数料は無料である。ただし試験車両使用料（貸車料）は有料である。